# Radical indépendant
Die Radicaux indépendants waren eine zentristische oder konservativ-liberale politische Strömung während der Dritten Französischen Republik. Sie standen etwas rechts von der bekannteren Radikalsozialistischen Partei und teilten einen Großteil ihres historischen Radikalismus. Ab der Regierung Waldeck-Rousseau waren sie bis zur  Volksfrontregierung Blum an fast allen Regierungen mit Ministern oder Sous-secrétaires d’État beteiligt. Der Politikwissenschaftler André Siegfried beschrieb sie als „soziale (d. h. wirtschaftliche) Konservative, die nicht mit der Linken brechen wollten und daher in (wirtschaftlichen) Fragen mit der Rechten und in politischen Fragen mit der Linken stimmten“.

## Geschichte

### Vor 1900
Der Begriff wurde in dieser Zeit kaum verwendet. Um von einem gemäßigten Radikalen zu sprechen, verwendete man eher die Begriffe radical oder gauche radicale, nach dem Namen der Parlamentsfraktion (Gauche radicale). Die fortschrittlicheren Radikalen nannten sich hingegen „Radikalsozialisten“ (radical-socialiste), wie Georges Clemenceau in der Alliance socialiste républicaine.
Unter dem Begriff Radicaux indépendants wurden diejenigen Radikalen zusammengefasst, die weitergehende demokratische Reformen anstrebten (Versammlungsrecht, Verkürzung des Wehrdienstes), aber wirtschaftlich liberal eingestellt waren, was sie von den Radikalsozialisten der Parti républicain, radical et radical-socialiste unterschied, die mehr auf soziale Reformen setzten (Neuordnung des Steuerwesens, Agrarreform, Mindestrenten, Gewerkschaftsrechte). In diesen Jahren ging es in erster Linie um die Verteidigung der Republik und die soziale Komponente war weniger wichtig. Oft wurden die beiden die beiden radikalen Gruppen in der Debatte zusammengefasst (radicaux et radicaux-socialistes). Sie waren nicht oppositionell zu opportunistischen Regierungen, wo sie die linke Flanke verkörperten.

### 1900–1913
Die Radikalen bildeten mit über 100 Abgeordneten die größte Fraktion in der Abgeordnetenkammer. Sie waren nach wie vor eng mit den Radikalsozialisten verbunden und bildeten das Bindeglied zum linken Flügel der Opportunisten (später Linksrepublikaner). Sie waren die Hauptstütze der Regierungen der republikanischen Verteidigung, denen sie eine antiklerikale Ausrichtung verliehen: Bei der Einkommensteuer oder den Renten für Arbeiter und Bauern waren sie jedoch weniger fortschrittlich. Insbesondere Georges Clemenceau näherte sich ab 1902 mit seinem Einzug in den Senat allmählich den gemäßigten Radikalen an.

### 1913–1919
1913 beschloss die Radikalsozialistische Partei, dass jeder Abgeordnete, der mit Unterstützung der Partei gewählt wurde, der Radikalsozialistischen Fraktion beitreten musste. Diese Entscheidung führte zum Austritt von etwa 50 Mitgliedern der Gauche radicale, wodurch die Zahl der Abgeordneten in der Fraktion auf 70 sank. Zurück blieben die gemäßigteren Radikalen, die nun eher nach rechts als nach links blickten, sowie die säkulareren Mitglieder der Alliance démocratique. Ab diesem Zeitpunkt bürgerte sich der Begriff Radical indépendant ein, um die gemäßigteren Radikalen zu bezeichnen, die am meisten gegen die Sozialisten opponierten. Ihr Mantra stimmt mit dem der Alliance démocratique überein: „Weder Reaktion noch Revolution“.

### 1919–1924
Die Radicaux indépendants wurden 1919 auf den Listen des Nationalen Blocks gewählt und unterstützten die daraus hervorgegangenen Regierungen. Im Parlament schlossen sie sich mit der Fraktion der Gauche radicale (die zur Zentrumsfraktion wurde) und der Fraktion der Linksrepublikaner (die eigentlich Mitte-Rechts war) zur Demokratischen Republikanischen Linken zusammen.

### 1924–1926
Angesichts des immer stärker werdenden Konservatismus des Bloc nationale brachen sie 1923/24 mit der Rechten und schlossen sich mehrheitlich dem Cartel des gauches (Linkskartell) an. Als Wahlsieger waren sie mit den Sozialisten verbündet, doch die schlechten wirtschaftlichen Ergebnisse und die Angst vor sozialen Reformen führten zum Austritt aus dem Kartell.

### 1926–1932
Der Bruch mit den Radikalsozialisten erfolgte nach dem Zusammenbruch des Linkskartells 1926. Ab 1928 weigerte sich die Fraktion der Unabhängigen Radikalen weitgehend, linke Mehrheiten zu unterstützen. In der Legislaturperiode 1928–1932 hing die Mehrheit in der Abgeordnetenkammer von den Radicaux indépendants ab, so dass Mitte-Rechts mit Unterstützung der Radikalsozialisten, die sich seit 1931 gemäßigt hatten, die meisten Regierungen stellen konnte. Grundsätzlich zeigte sich bei den Radicaux indépendants eine starke Unterstützung Raymond Poincarés.
In der Abgeordnetenkammer bildeten die Radicaux indépendants die Fraktion der Radikalen Linken (einige Unabhängige Radikale gehören der Fraktion der Indépendants de gauche an).

### 1932–1940
In den 1930er Jahren näherten sich die Positionen der Radicaux indépendants denen der Alliance démocratique, der großen Mitte-Rechts-Partei der Dritten Republik, an. Im Senat ist diese Strömung in der Fraktion der Union démocratique et radicale (Demokratische und Radikale Union) zusammengefasst.

### 1945
Während der Befreiung wurde von mehreren gewählten Vertretern, darunter der Bürgermeister von Nizza Jean Médecin, eine unabhängige Radikale Partei (Parti radical indépendant) gegründet. Die PRI trat gleich nach ihrer Gründung dem Rassemblement des gauches républicaines bei, wie übrigens auch die Alliance démocratique.

## Bekannte Mitglieder
Die Radicaux indépendants stellten in den Regierungen ab Kabinett Waldeck-Rousseau folgende Premierminister, Minister und Sous-secrétaires d’État:
- Victor Boret[2]
- Gratien Candace[3]
- Pierre Cathala[4]
- Louis de Chappedelaine[5]
- Étienne Charlot[6]
- Charles Chaumet
- Adolphe Chéron[7]
- Georges Clemenceau
- Étienne Clémentel
- Émile Constant[8]
- Charles Daniélou[9]
- Fernand David[10]
- Théophile Delcassé
- Charles Delesalle[11]
- Maurice Deligne[12]
- Georges Desplas[13]
- Maurice Dormann[14]
- Paul Doumer
- Étienne Dujardin-Beaumetz
- Laurent Eynac
- André Fallières[15]
- Abel Ferry[16]
- Louis Germain-Martin[17]
- Charles Guernier[18]
- Gaston Gourdeau[19]
- Adolphe Landry
- Jean-Marie de Lanessan
- Jean-Octave Lauraine[20]
- Gustave Lhopiteau
- Henri Lillaz[21]
- Louis Loucheur
- Albert Mahieu[22]
- André Mallarmé[23]
- René Manaut[24]
- Maurice Maunoury
- Léon Millot[25]
- Jean Morel[26]
- Paul Morel[27]
- Émile Morinaud[28]
- Henry Paté[29]
- Raymond Patenôtre[30]
- Raoul Péret
- Charles Reibel[31]
- Marc Réville[32]
- Étienne Riché[33]
- Constant Roden[34]
- Marius Roustan[35]
- Joseph Ruau
- Paul Strauss[36]
- Georges Trouillot[37]
- Daniel Vincent